# 逆反詞
在语言学中，逆反词（converse）或关系的反义词（relational antonym）是指成相反视角的一对关系的词汇，如父母与孩子，借出与借用。
这组词汇间的关系被称作逆向关系
。逆反词可以理解为有一对词，其中一个词表达了两个事物之间的关系，而另一个词表达了当事物颠倒时存在的同一关系。
这组词汇之间存在着“非此即彼”的关系，其中一词存在只因另一词同样存在。

## 逆反词名单
- 拥有 与 属于 是一对逆反词，“A拥有B”等于“B属于A”。
- 赢 与 输，如果有人赢了，则必定有人输了。[原創研究？]
- 部分 与 整体，如果有一部分，就必定有一整个。
- 上面 与 下面
- 雇主 与 雇员
- 父母 与 孩子
- 老师 与 学生
- 购买 与 出售
- 东 与 西 [原創研究？]
- 丈夫 与 妻子
- 捕食者 与 猎物
- 借出 与 借用
- 进攻 与 防御
- 奴隶 与 主人